# Кафе Жербо
Кафе „Жербо“ је најпознатији кафе у Будимпешти. Основан је 1858. године и чувен је по посластицама које је осмислио Емил Жербо. 

## Историја
Посластичарницу је 1858. године отворио Хенрик Куглер, треће дете кондиторске династије. Своје знање и вештине усавршавао је у једанаест европских престоница укључујући Париз. Након тога је отворио посластичарницу на Тргу Јожефа Надора која је убрзо проглашена за једну од најбољих у Пешти. Међу специјалитетима које је нудила, били су кинески и руски чајеви, као и његове ледене креације које су убрзо проглашене „најбољим сладоледом у Пешти“.
Да би био ближе центру града, Куглер је 1870. преселио радњу на Трг Верешмарти. Тадашњи купци највише су волели његову кремасту, чоколадну кафу, јединствене ликере и шећерне бомбоне.  Такође, познате су биле Куглер пите и мињони, које је по први пут било могуће понети кући, умотане у папир.
Познати људи тог времена радо су уживали у Хенријевим посластицама, између осталих Ференц Деак и Франц Лист и Елизабета Баварска. 
Године 1882. током путовања у Париз, Куглер је први пут срео Емила Жербоа и одмах препознао његов таленат и предузетнички дух. Куглер га је 1884. године позвао у Будимпешту и прогласио га свог пословног партнера. Касније је Жербо постепено преузео Куглерову радњу и задржао оригинално име. 
Емил Жербо је такође потицао из кондиторске породице. Рођен је у Женеви, а искуство је стицао у Немачкој, Француској и Енглеској. Увео је низ иновација, проширио понуду бројним производима попут чоколадног бисвита мачји језик и чери пралина. Да би понудио ову широку палету својој клијентели, ангажовао је велики број запослених за продају и услуге. До краја 1899. имао је око 150 запослених, од којих су многи дошли у Будимпешту само да уче и раде са Жербоом. Због свог смисла за посао, постепено је опремио пекару савременом механизацијом. Тако је име Жербо постало синоним за квалитет и пекарску уметност. Пошто је његова клијентела волела папирне кутије за пите за понети које је увео још Хенрик Куглер, Жербо је наставио са овом традицијом и почео сам да их дизајнира.
Жербо је био и међународно признат. Био је члан жирија и на Светској изложби у Бриселу 1897. и у Паризу 1900. године. Био је и одликован француским орденом Легије части. Такође је награђиван бројним домаћим и међународним наградама.
Након смрти Хенрика Куглера 1908. године, Жербо је основао јавну компанију под називом „Куглеров наследник Жербо“ да би наставио посао. Пошто је Жербо ценио савремене услове рада, од 1909. године уз коњске запреге користи и аутомобиле. 
За дизајн ентеријера своје посластичарнице, Жербо је 1910. године послушао савет од Хенрика Дарилека који је углавном користио мермер, егзотично дрво и бронзу. Штукатура плафона је направљена у рококо стилу Луја XIV. Лустери су инспирисани Маријом Терезијом. Гостима су били понуђени како француски столови, тако и у стилу сецесије које је Жербо донео са светске изложбе у Паризу. 
Жербо је умро 8. новембра 1919. и завештао радњу својој жени Естер која је била на њеном челу до 1940. године. Посластичарница је национализована 1948. и преименована у „Верешмарти“, по песнику Михаљу Верешмартију. То име је носила до марта 1984. године, када јој је враћено историјско име. Немачки бизнисмен Ервин Франц Милер је 1995. године је купио кафе „Жербо“ и реновирао га. Тако су нестали трагови последњих 50 година, а данас кафе блиста у стилу који је изградио Емил Жербо.